# Tōmi Shimomura
Tōmi Shimomura (jap. 下村 東美 Shimomura Tōmi; ur. 18 grudnia 1980) – japoński piłkarz występujący na pozycji pomocnika.

## Kariera klubowa
Od 2003 do 2014 roku występował w klubach Cerezo Osaka, JEF United Chiba, Montedio Yamagata, Shonan Bellmare i Giravanz Kitakyushu.